# انتقام هائل (استراتيجية)

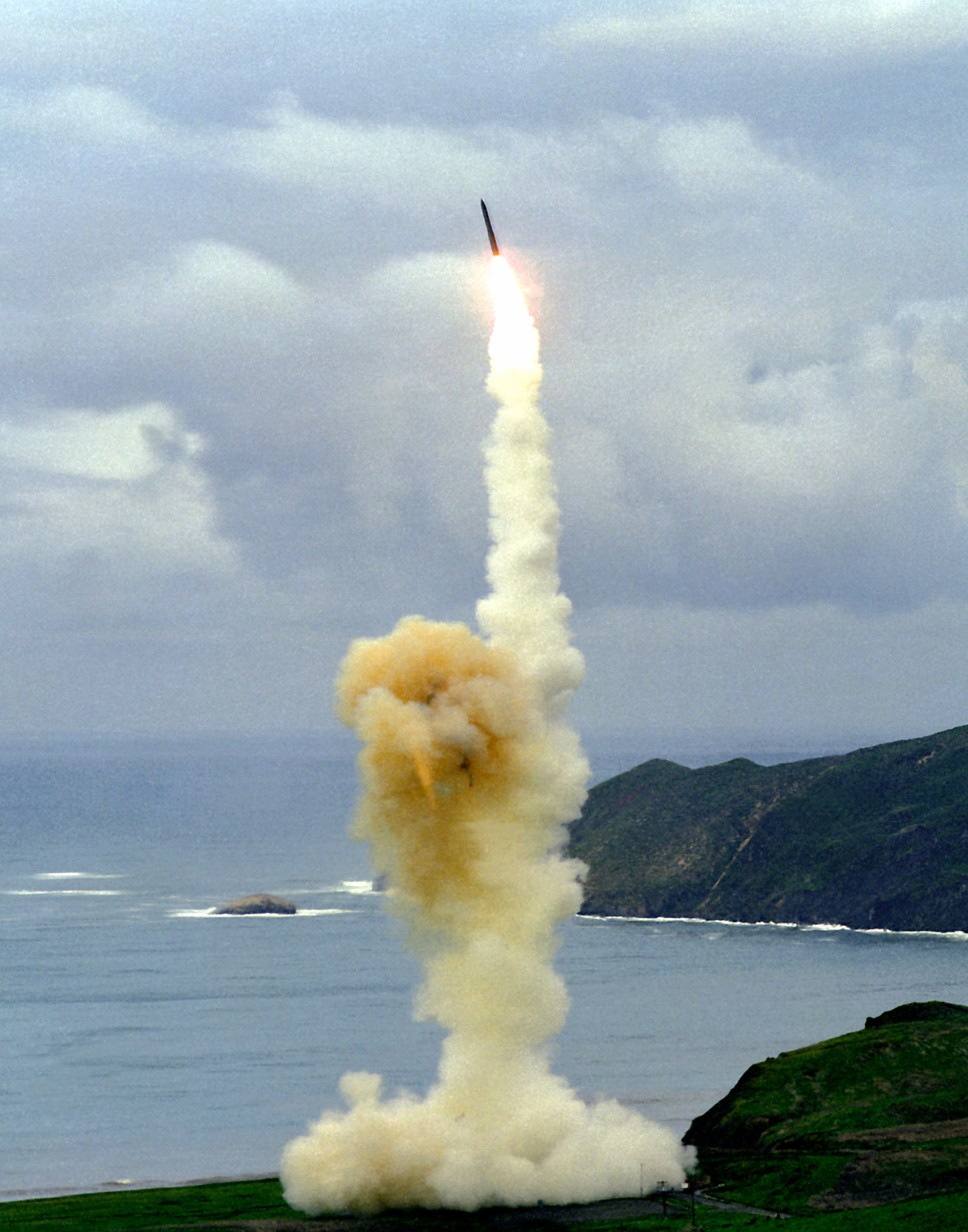
تصنيع الروس للصواريخ النووية العابرة للقارات اثارت فزعا في الولايات المتحدة

انتقام هائل المعروف أيضا بالاستجابة الهائلة أو الردع الهائل وهو عقيدة عسكرية واستراتيجية نووية تلتزم بموجبها الدولة بالرد بقوة في حال وقوع هجوم.

## الإستراتيجية
في حالة هجوم من عدو ستقوم دولة بالانتقام بشكل واسع باستخدام قوة غير متناسبة مع حجم الهجوم حيث يكون 
الهدف من الانتقام الكبير هو ردع دولة أخرى من الهجوم بالبداية ولكي تعمل هذه الاستراتيجية يجب أن تكون معروفة لجميع الأعداء. كما يجب على المعتدي أن يعتقد أن الدولة التي تعلن بأن لديها القدرة على الحفاظ على قدرة الضربة الثانية في حالة وقوع هجوم. كما يجب أن تعتقد أن الدولة المدافعة على استعداد للتعامل مع التهديد الرادع  والذي قد يتضمن استخدام الأسلحة النووية على نطاق واسع.
يعمل الانتقام الواسع على نفس المبادئ مثل التدمير المتبادل المؤكد لكن في الوقت الذي أصبح فيه الانتقام الضخم سياسة لم يكن هناك أي حركة لأن الاتحاد السوفياتي كان يفتقر إلى قدرة الضربة الثانية طوال الخمسينيات.